# Вааранди, Дебора Юлиановна
Де́бора Ва́аранди (эст. Debora Vaarandi, в девичестве Трулл (Trull), 1 октября 1916, Выру, Выру — 28 апреля 2007, Таллин) — эстонская и советская поэтесса, переводчица. Заслуженный писатель Эстонской ССР (1957), народный писатель Эстонской ССР (1971).

## Биография
Родилась 1 октября 1916 году в городе Выру, в семье почтового работника. Родной брат — журналист Борис Трулл.
Детство прошло на острове Сааремаа. Окончила Сааремааскую гимназию. Первое стихотворение «Удус» появилось в гимназической газете, без указания имени автора оно в отредактированном варианте было перепечатано в журнале «Эстонская женщина» (1936).
Осенью 1935 года познакомилась со школьным учителем Аароном (Адольфом) Хиндом, за которого в следующем году вышла замуж. Через своего мужа познакомилась с Августом Сангой, Каарелом Ирдом и другими видными деятелями эстонской культуры того времени. При поддержке мужа поступила на философский факультет Тартуского университета (1936). Во время учёбы опубликовала обзоры по эстонской литературе. В 1939 году умер единственный их с Аароном Хинду ребёнок, и брак распался.
Участница событий 1940 года. В советской Эстонии сотрудничала в отделе культуры газеты «Голос Народа», была заместителем главного редактора газеты «Sirp ja Vasar» («Серп и Молот»), а затем в 1944—1946 годах её главным редактором. Вступила в Коммунистическую партию (1940).
Вышла замуж за журналиста, главного редактора «Sirp ja Vasar» Антона Вааранди.
В годы Великой Отечественной войны была эвакуирована в Челябинскую область, затем — в Казахстан. После войны болела туберкулёзом, по болезни оставила редакционную работу. Рассталась с супругом Вааранди.
Принимала активное участие в восстановлении памяти Лидии Койдулы.
В 1952 году стала женой Юхана Смуула (1922—1971).

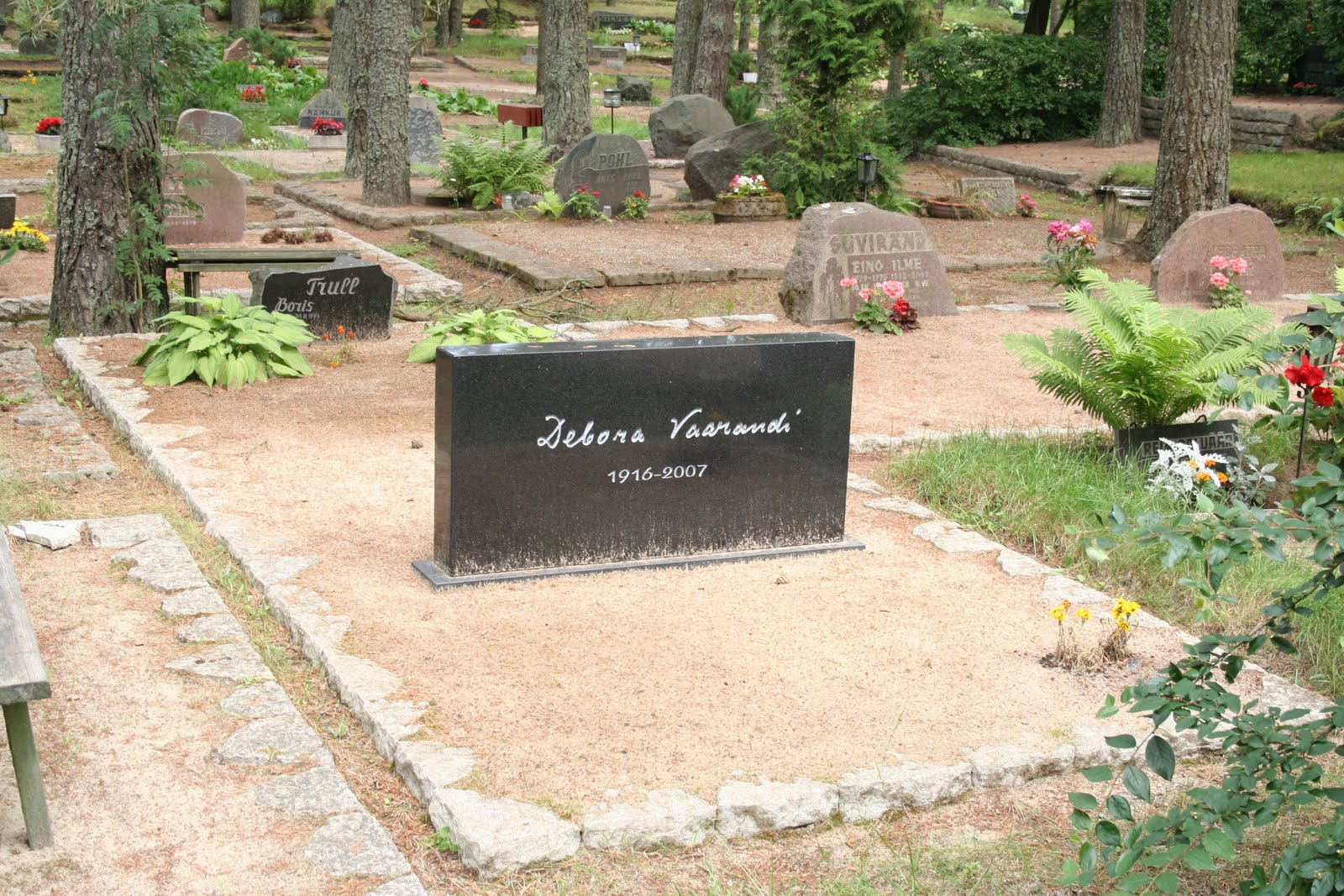
Могила Деборы Вааранди на кладбище Пярнамяэ

Похоронена на таллинском кладбище Пярнамяэ.

## Награды и звания
- 1957 — Орден «Знак Почёта»[4].
- 1957 — Заслуженный писатель Эстонской ССР.
- 1960 — Орден Трудового Красного Знамени[5].
- 1965 — поэтическая премия Юхана Лийва.
- 1971 — Народный писатель Эстонской ССР.
- 1978 — Лауреат Литературной премии Эстонской ССР имени Юхана Смуула.
- 1998 — Орден Белой звезды III степени.
- ? — Орден Октябрьской Революции.
- 2005 — Национальная премия Эстонии в области культуры.